# بهمن فرمان‌آرا
بهمن فرمان‌آرا (زاده ۳ بهمن ۱۳۲۰) کارگردان، تهیه‌کننده، فیلم‌نامه‌نویس، نویسنده و هنرپیشه اهل ایران است. او سازنده چند فیلم برجسته و تهیه‌کننده فیلم‌هایی از بهرام بیضایی، داریوش مهرجویی، خسرو هریتاش، عبّاس کیارستمی و محمّدرضا اصلانی بوده و جایزه‌های گوناگونی در سینما گرفته است.

## سرگذشت
فرمان‌آرا در تهران به دنیا آمد. وی در سال ۱۳۳۷ برای ادامه تحصیل به لندن رفته و در هنرکده هنرهای دراماتیک مشغول به تحصیل شد. سپس به دلیل علاقه به فیلمسازی و کارگردانی به آمریکا رفت و در دانشگاه کالیفرنیای جنوبی USC که از معتبرترین دانشگاه‌های سینمایی است، ادامه تحصیل داد و در سال ۱۳۴۵ به ایران بازگشت. وی در دوران سربازی در مجله انگلیسی زبان تهران ژورنال نقد فیلم می‌نوشت و سپس در سال ۱۳۴۷ به استخدام تلویزیون ملی ایران درآمد و در این مدت به عنوان کارشناس در برنامه‌های سینمایی نظیر «فانوس خیال» و «جهان سینما» شرکت می‌کرد.
پس از دو فیلم کوتاه «نوروز و خاویار» و «تهران کهنه و نو» در سال ۱۳۵۱ نخستین فیلم بلند خود به نام خانه قمرخانم براساس سریالی به همین نام را ساخت که هیچ گونه سنخیتی با او نداشت. سپس در سال ۱۳۵۳ دومین فیلم بلند خود به نام شازده احتجاب را براساس داستانی از هوشنگ گلشیری ساخت که با استقبال منتقدین روبرو شد و جایزه بهترین فیلم را در جشنواره جهانی فیلم تهران از آن خود کرد. در همان سال با حکم مهدی بوشهری (همسر اشرف پهلوی خواهر محمد رضا شاه پهلوی) به ریاست تولید «شرکت گسترش صنایع سینمای ایران» منصوب شد و تا سال ۱۳۵۷ در این شرکت از اصلی‌ترین حامیان موج نوی سینمای ایران بود و بسیاری از فیلم‌های این طیف فکری را تهیه کرد.
در سال ۱۳۵۶ سومین فیلم بلند خود با نام سایه‌های بلند باد را براساس داستان «معصوم اول» نوشتهٔ هوشنگ گلشیری ساخت. این فیلم در دوران پهلوی و جمهوری اسلامی توقیف شد.
وی در سال ۱۳۵۹ به کانادا مهاجرت کرده و مدیر عامل شرکت سیرکل ونکوور شد. وی در این سال‌ها فیلم‌های مهمی را پخش نمود و سپس به لس آنجلس آمریکا رفته و در تولید فیلم‌های فیلمسازان بزرگی همچون:
باغ وحش شیشه‌ای (پل نیومن)، مادام سوزاتسکا (جان شلزینجر)، رادیو حرف (الیور استون)، سقوط امپراتوری آمریکا (دنیس آرکند)، آخرین وسوسه مسیح (مارتین اسکورسیزی)، خانم و آقای بریج (جیمز آیوری)، تردستان (استیون فریرز)، لیولو (ژان کلودلوزان) همکاری کرد.
وی در دوران تهیه‌کنندگی و مدیرعاملی شرکت گسترش از فیلمسازان بنامی چون ارسن ولز در آخرین ساخته اش یعنی «آن سوی وزش باد» و استیون اسپیلبرگ در فیلم برخورد نزدیک از نوع سوم از طرف کمپانی سازنده فیلم‌ها پیشنهاد سرمایه‌گذاری داشته است.
فرمان‌آرا سر انجام در پایان دهه ۱۳۶۰ به ایران بازگشت و پس از دورهٔ طولانی فیلم‌نامه‌نویسی که هیچ فیلمی از آن فیلم‌نامه‌ها ساخته نشد (از جمله:"از عباس کیارستمی متنفرم")، در سال ۱۳۷۸ فیلمسازی را دوباره شروع کرد و فیلم‌هایی نظیر بوی کافور عطر یاس، خانه‌ای روی آب، یک بوس کوچولو را که به سه‌گانهٔ مرگ معروف شدند، ساخت و سپس در سال ۱۳۸۸ فیلم خاک‌آشنا را که دو سال توقیف بود، اکران کرد.
وی با ساخت بوی کافور، عطر یاس و خانه‌ای روی آب نظر بسیاری از مخاطبان و منتقدان را به خود جلب کرد.
در بهمن ماه سال ۱۳۸۹ در شبکه بی‌بی‌سی فارسی مستندی از وی دربارهٔ موسیقی‌دان بزرگ ایرانی، پرویز یاحقی پخش شد با نام «کنسرتی که اجرا نشد».
او در دولت دوم احمدی‌نژاد هیچ درخواستی مبنی بر ساخت فیلم، به معاونت سینمایی وقت نداد و پس از آغاز ریاست جمهوری حسن روحانی، در دی‌ماه سال ۱۳۹۲ موفق به دریافت پروانه ساخت «دلم می‌خواد» به تهیه‌کنندگی علی تقی‌پور شد که در خرداد ۹۷ در سینماهای ایران اکران شد.
«حکایت دریا» محصول سال ۱۳۹۵ فرمان آرا در دورهٔ شیوع ویروس کرونا و بسته شدن سینماها از ۲۱ خرداد ۱۳۹۹ به صورت آنلاین اکران شد. تازه‌ترین اثر او اقتباسی است از رمان «چشم‌هایش» بزرگ علوی که هم‌اکنون مراحل پیش‌تولید را طی می‌کند.
همچنین نمایش «مردی برای تمام فصول» که فرمان‌آرا سال‌ها قصد ساختن آن را داشت، سرانجام در تاریخ ۱۷ آبان ۱۳۹۳ به مدت ۹۰ شب در تالار وحدت بر روی صحنه رفت. وی پیش از این در یک مصاحبه بیان کرده بود: «تا «مردی برای تمام فصول» را به نمایش درنیاورم، قصد مردن ندارم.»

## حاشیه‌ها
- فرمان‌آرا بعد از حوادث انتخابات دهم بیانیه‌ای را در تاریخ ۱۳۸۸/۴/۳ صادر نمود که حاوی ابراز تاسف وی از شیوه برخورد با معترضین بود.
- وی در نشستی در مؤسسه کارنامه اعلام نموده تا شمقدری و یارانش در مسند سینمای کشور هستند فیلم‌نامه‌ای را به آن‌ها نخواهم داد.
- بهمن فرمان‌آرا پس از مراسم تدفین نعمت حقیقی به علت ازدحام بی‌مورد خبرنگاران طی نامه‌ای عکاسان را «کرکس رسانه‌ای» خواند و در واکنش آن جامعه عکاسان طی بیانیه‌ای اعلام کردند که در مراسم مرگ و سوگواری این کارگردان دست به دوربین نخواهند شد.[۸]
- در پی انتشار طنزی در روزنامه شرق دربارهٔ اختلاس سه هزار میلیارد تومانی، وی در تاریخ ۱۵ آبان ۱۳۹۰ ممنوع‌الخروج شد.
- در پی منحل شدن خانهٔ سینما توسط وزارت فرهنگ و ارشاد اسلامی در دولت دوم احمدی‌نژاد، وی سه سیمرغ بلورین خود را به عنوان اعتراض به دفتر جشنواره فجر پس داد.[۹][۱۰]

## آثار
| سال  | فیلم               | سِمَت      | سِمَت       | سِمَت     | سِمَت    | سِمَت    |
| سال  | فیلم               | کارگردان | تهیه‌کننده | نویسنده | بازیگر | منابع  |
| ---- | ------------------ | -------- | --------- | ------- | ------ | ------ |
| ۱۴۰۴ | چشم‌هایش            | آری      |           |         |        | [ ۱۱ ] |
| ۱۳۹۷ | مجبوریم            |          |           |         | آری    | [ ۱۲ ] |
| ۱۳۹۵ | حکایت دریا         | آری      | آری       | آری     | آری    | [ ۱۳ ] |
| ۱۳۹۲ | دلم می‌خواد         | آری      |           |         |        | [ ۱۴ ] |
| ۱۳۸۹ | کنسرتی که اجرا نشد | آری      |           |         |        |        |
| ۱۳۸۶ | خاک‌آشنا            | آری      | آری       | آری     |        |        |
| ۱۳۸۳ | یک بوس کوچولو      | آری      |           | آری     |        |        |
| ۱۳۸۰ | خانه‌ای روی آب      | آری      | آری       | آری     |        |        |
| ۱۳۷۸ | بوی کافور، عطر یاس | آری      |           | آری     | آری    |        |
| ۱۳۵۷ | سایه‌های بلند باد   | آری      | آری       |         |        |        |
| ۱۳۵۶ | کلاغ               |          | آری       |         |        |        |
| ۱۳۵۶ | گزارش              |          | آری       |         |        |        |
| ۱۳۵۶ | در امتداد شب       |          | آری       |         |        |        |
| ۱۳۵۵ | ملکوت              |          | آری       |         |        |        |
| ۱۳۵۵ | شطرنج باد          |          | آری       |         |        |        |
| ۱۳۵۳ | شازده احتجاب       | آری      |           |         |        |        |
| ۱۳۵۳ | دایره مینا         |          | آری       |         |        |        |
| ۱۳۵۲ | مغول‌ها             |          |           |         | آری    |        |
| ۱۳۵۱ | خانه قمر خانم      | آری      |           |         |        |        |

### کتاب

#### ترجمه
- فیلم ساختن، سیدنی لومت

#### گفتگو
- فرمان‌آرا، بهمن (۱۳۹۹).  آزرم، محسن، ویراستار. هفتادوپنج سالِ اول به روایت بهمن فرمان‌آرا. تهران: چشمه. شابک ۹۷۸-۶۲۲-۹۷۰۳۸۱-۶.

## جوایز و افتخارات

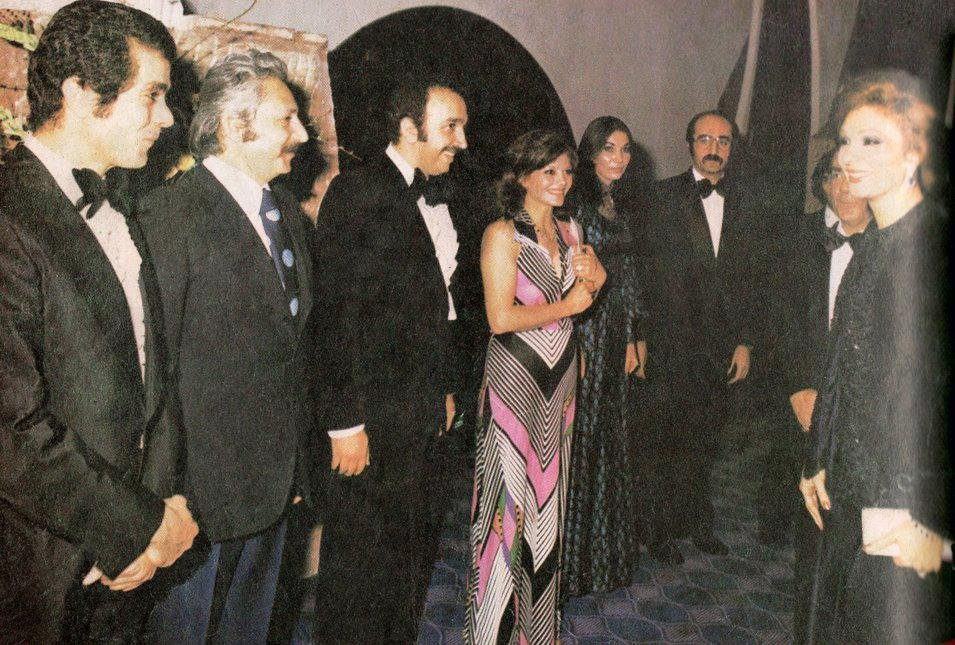
بهروز وثوقی، جمشید مشایخی، بهمن فرمان‌آرا، فخری خوروش، پروانه معصومی و کامران شیردل در دیداری با فرح دیبا

- برنده سیمرغ بلورین فیلم منتخب تماشاگران - خانه‌ای روی آب - دوره ۲۰ جشنواره فیلم فجر - مسابقه سینمای ایران - سال ۱۳۸۰
- برنده سیمرغ بلورین بهترین فیلم - خانه‌ای روی آب - دوره ۲۰ جشنواره فیلم فجر - مسابقه سینمای ایران - سال ۱۳۸۰
- کاندیدای سیمرغ بلورین بهترین فیلم‌نامه - خانه‌ای روی آب - دوره ۲۰ جشنواره فیلم فجر - مسابقه سینمای ایران - سال ۱۳۸۰
- کاندیدای سیمرغ بلورین بهترین فیلم‌نامه - بوی کافور عطر یاس - دوره ۱۸ جشنواره فیلم فجر - مسابقه سینمای ایران - سال ۱۳۷۸
- برنده سیمرغ بلورین بهترین کارگردانی - بوی کافور عطر یاس - دوره ۱۸ جشنواره فیلم فجر - مسابقه سینمای ایران - سال ۱۳۷۸
- کاندیدای تندیس زرین بهترین فیلم - خانه‌ای روی آب - دوره ۶ جشن خانه سینما - مسابقه - سال ۱۳۸۱
- کاندیدای تندیس زرین بهترین کارگردانی - خانه‌ای روی آب - دوره ۶ جشن خانه سینما - مسابقه - سال ۱۳۸۱
- کاندیدای تندیس زرین بهترین فیلم‌نامه - خانه‌ای روی آب - دوره ۶ جشن خانه سینما - مسابقه - سال ۱۳۸۱
- برنده بز بال دار بهترین فیلم - شازده احتجاب - دوره ۳ جشنواره جهانی فیلم تهران - مسابقه - سال ۱۳۵۳
- کاندیدای لوح زرین بهترین فیلم سال - خانه‌ای روی آب - دوره ۴ منتخب سایت ایران اکتور - بهترین‌های سال - سال ۱۳۸۳
- کاندیدای لوح زرین بهترین کارگردان سال - خانه‌ای روی آب - دوره ۴ منتخب سایت ایران اکتور - بهترین‌های سال - سال ۱۳۸۳
- کاندیدای لوح زرین بهترین کارگردان سال - بوی کافور عطر یاس - دوره ۱ منتخب سایت ایران اکتور - بهترین‌های سال - سال ۱۳۸۰
- کاندیدای لوح زرین بهترین فیلم‌نامه سال - بوی کافور عطر یاس - دوره ۱ منتخب سایت ایران اکتور - بهترین‌های سال - سال ۱۳۸۰
- سومین فیلم سال - بوی کافور عطر یاس - دوره ۱۵ منتخب نویسندگان و منتقدان - بهترین‌های سال - سال ۱۳۷۹
- سومین کارگردان سال - بوی کافور عطر یاس - دوره ۱۵ منتخب نویسندگان و منتقدان - بهترین‌های سال - سال ۱۳۷۹
- چهارمین فیلم‌نامه سال - بوی کافور عطر یاس - دوره ۱۵ منتخب نویسندگان و منتقدان - بهترین‌های سال - سال ۱۳۷۹
- چهارمین بازیگر نقش اول مرد سال - بوی کافور عطر یاس - دوره ۱۵ منتخب نویسندگان و منتقدان - بهترین‌های سال - سال ۱۳۷۹
- دومین فیلم سال - خانه‌ای روی آب - دوره ۱۸ منتخب نویسندگان و منتقدان - بهترین‌های سال - سال ۱۳۸۲
- دومین کارگردان سال - خانه‌ای روی آب - دوره ۱۸ منتخب نویسندگان و منتقدان - بهترین‌های سال - سال ۱۳۸۲
- کاندیدای بهترین بازیگر مرد - حکایت دریا - جشنواره آسیاپاسیفیک - سال ۲۰۱۸